# Methuen Publishing
Methuen Publishing Ltd es una editorial británica fundada en 1889 en Londres por Algernon Methuen. 

## Historia
La editorial contó con un plantel literario que incluía a escritores como Henry James, D. H. Lawrence, T. S. Eliot , A. A. Milne, Kenneth Grahame, Ruth Manning-Sanders y la serie The Arden Shakespeare. Publicaron la serie Las aventuras de Tintín en Reino Unido, así como varios libros de humor, como 1066 and All That. 
La empresa fue demandada tras la publicación de El arco iris de D. H. Lawrence en 1915. Más tarde pasó a formar parte del conglomerado Associated Book Publishers (ABP), y durante gran parte de la década de 1970 fue conocida con el nombre de Eyre Methuen, después de ser absorbida por Eyre & Spottiswoode, Ltd. Cuando ABP fue adquirida por la Thomson Organization en 1987, vendió todas sus editoriales comerciales, incluida Methuen, a Octopus de Reed International. Reed Elsevier a su vez vendió sus editoriales a Random House en 1997, y Methuen acabó consiguiendo su independencia financiera en 1998.
En 2003, Methuen Publishing compró Politico's Publishing a su propietario, Iain Dale .  En 2006, la compañía vendió su famoso catálogo de dramas a A &amp; C Black por £ 2,35 millones de libras.
Su sede está ubicada en 8 Artillery Row, London SW1P 1RZ.